# Virus cúm A/H3N2
Virus cúm A H3N2 (A/H3N2) là một loại virus gây bệnh cúm. Virus H3N2 có thể lây nhiễm cho chim và động vật có vú. Ở chim, người và lợn, virus đã biến đổi thành nhiều chủng khác nhau. Trong những năm mà H3N2 là chủng chiếm ưu thế, có nhiều trường hợp nhập viện hơn.

## Phân loại
H3N2 là một phân nhóm của chi virus Influenzavirus A, đây là một nguyên nhân quan trọng gây bệnh cúm ở người. Tên của nó bắt nguồn từ các dạng của hai loại protein trên bề mặt áo khoác của nó, hemagglutinin (H) và neuraminidase (N). Bằng cách tái tổ hợp, H3N2 trao đổi gen cho protein bên trong với các phân nhóm cúm khác.

## Cúm H3N2 theo mùa
Cúm theo mùa giết chết khoảng 36.000 người ở Hoa Kỳ mỗi năm. Vắc-xin cúm dựa trên dự đoán "đột biến" nào của H1N1, H3N2, H1N2 và cúm B sẽ sinh sôi nảy nở trong mùa tới. Các loại vắc-xin riêng biệt được phát triển cho Bắc bán cầu và Nam bán cầu để chuẩn bị cho dịch bệnh hàng năm. Ở vùng nhiệt đới, cúm cho thấy không có tính thời vụ rõ ràng. Trong mười năm qua, H3N2 có xu hướng chiếm tỷ lệ phổ biến so với H1N1, H1N2 và cúm B. Đo kháng thuốc đối với các thuốc kháng vi-rút chuẩn amantadine và rimantadine trong H3N2 đã tăng từ 1% năm 1994 lên 12% năm 2003 lên 91% 2005.
Cúm H3N2 theo mùa là bệnh cúm ở người từ H3N2, hơi khác so với một trong các biến thể H3N2 của mùa cúm năm trước. Vi-rút cúm theo mùa chảy ra khỏi dịch bệnh chồng chéo ở Đông Á và Đông Nam Á, sau đó nhỏ giọt trên toàn cầu trước khi chết. Xác định nguồn gốc của virus cho phép các quan chức y tế toàn cầu dự đoán tốt hơn loại virus nào có khả năng gây bệnh nhiều nhất trong năm tới. Một phân tích về 13.000 mẫu virut cúm A/H3N2 được Mạng lưới giám sát dịch cúm toàn cầu của WHO thu thập trên sáu lục địa từ 2002 đến 2007, cho thấy các chủng H3N2 mới xuất hiện ở các nước Đông và Đông Nam Á sớm hơn khoảng 6 đến 9 tháng. khác Các chủng nói chung đã đến Úc và New Zealand tiếp theo, tiếp theo là Bắc Mỹ và Châu Âu. Các biến thể mới thường đến Nam Mỹ sau sáu đến 9 tháng nữa, theo báo cáo.